# Телфорд (Тенеси)
Телфорд (енгл. Telford) насељено је место без административног статуса у америчкој савезној држави Тенеси.

## Демографија
По попису из 2010. године број становника је 921.
| Група             | 2000.    | 2010.       |
| Белци             | 0 (0,0%) | 892 (96,9%) |
| Афроамериканци    | 0 (0,0%) | 3 (0,3%)    |
| Азијати           | 0 (0,0%) | 0 (0,0%)    |
| Хиспаноамериканци | 0 (0,0%) | 18 (2,0%)   |
| Укупно            | 0        | 921         |